# Helmut Kettenmann

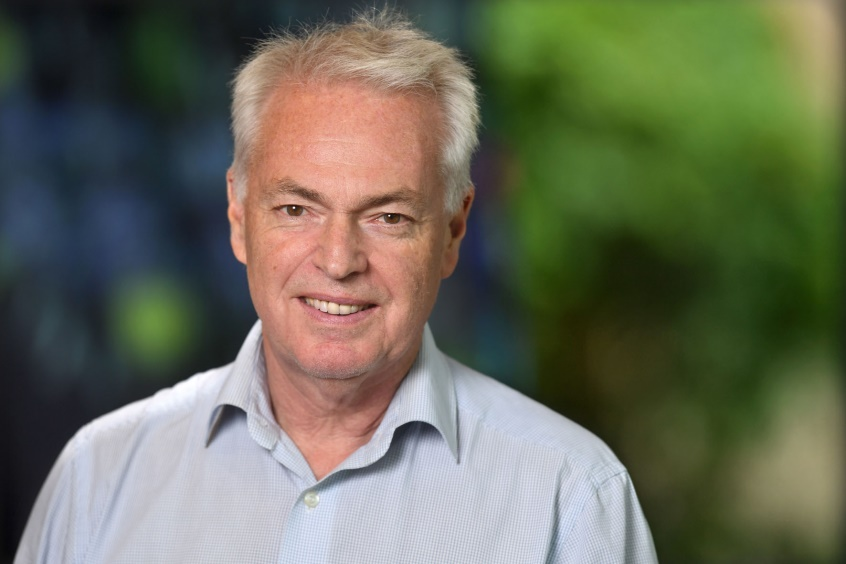
Helmut Kettenmann

 Helmut Kettenmann (* 12. Januar 1955 in Heidelberg) ist ein deutscher Hirnforscher und Neurobiologe.

## Werdegang
Helmut Kettenmann studierte Biologie an der Universität Heidelberg und als Stipendiat der Rotary Foundation an der Universität Miami. In seiner Diplomarbeit 1980 am Institut für Neurobiologie an der Universität Heidelberg bei Melitta Schachner beschäftigte er sich mit den Eigenschaften von Gliazellen, die 1856 von Rudolf Virchow entdeckt wurden und die etwa die Hälfte der Gehirnmasse ausmachen. Seither untersucht er ihre Funktionen im gesunden und kranken Gehirn. Als Stipendiat der Studienstiftung des deutschen Volkes promovierte Helmut Kettenmann 1982 in Heidelberg.
Von 1982 bis 1987 arbeitete er als Wissenschaftlicher Mitarbeiter, von 1987 bis 1992 als Heisenberg-Stipendiat an der Universität Heidelberg. 1993 nahm er den Ruf als Leiter der Forschungsgruppe „Zelluläre Neurowissenschaften“ an das  Max-Delbrück-Centrum für Molekulare Medizin in der Helmholtz Gemeinschaft in Berlin-Buch an. Seit 1996 ist er Professor für Zelluläre Neurobiologie an der Charité - Universitätsmedizin Berlin, seit 2020 Seniorprofessor. Seit 2020 ist er Chair des Departments of Neuroscience an der Universität (in Gründung) des Shenzhen Institute of Advanced Technology (SIAT Shenzhen) und Forschungsgruppenleiter im Brain Cognition and Brain Disease Institute. Diese Arbeitsgruppe beschäftigt sich ebenfalls mit der Erforschung der Rolle und Funktion von Gliazellen im gesunden und kranken Gehirn. Zu seinen akademischen Schülern gehört der Leibniz-Preisträger Marco Prinz.
Er hat 1994 die Tagungsreihe „European Meeting on Glial Cells in Health and Disease“ ins Leben gerufen, die alle zwei Jahre Gliaforscher aus aller Welt versammelt. Er hat diese Tagung 2003, 2013 in Berlin als Tagungspräsident geleitet. Er ist Mitgründer und Vorsitzender von Network Glia. Seit 1988 gibt er gemeinsam mit Bruce R. Ransom die wissenschaftliche Zeitschrift GLIA heraus. Kettenmann war Präsident der Federation of European Neuroscience Societies (FENS) von 2008 bis 2010 und war Tagungspräsident der ersten FENS Tagung in Berlin 1998 und in dieser Funktion ebenfalls 2018. Von 2013 bis 2015 war er Präsident der deutschen Neurowissenschaftlichen Gesellschaft.

## Preise, Auszeichnungen und Mitgliedschaften
- 1984: Preis der naturwissenschaftlichen-mathematischen Gesamtfakultät der Universität Heidelberg, als Nachwuchswissenschaftler
- 1984: Heinz Maier-Leibnitz-Preis für Biologische Membranforschung des Bundesministers für Bildung und Wissenschaft
- 1990: Schunk-Preis der Universität Gießen für Humanmedizin
- 1991: Deutscher Hochschul-Software-Preis
- 2003: Mitglied der Deutsche Akademie der Naturforscher Leopoldina – Nationale Akademie der Wissenschaften[13]
- 2005: Zukunftspreis der Helmholtz-Gemeinschaft Deutscher Forschungszentren
- 2007: Mitglied der Academia Europaea
- 2019: Otto Loewi Medaille der Neurowissenschaftlichen Gesellschaft